# Зигель, Джулия
Джу́лия А́нна Мари́на Зи́гель (нем. Giulia Anna Marina Siegel; 10 ноября 1974, Мюнхен) — немецкая актриса, фотомодель, журналистка и телеведущая.

## Биография
Джулия Анна Марина Зигель родилась 10 ноября 1974 года в Мюнхене в семье музыканта Ральфа Зигеля.
В 1990-х годах Джулия состояла в фактическом браке. В этих отношениях Зигель родила своего первенца — сына Марлона (род. в 1990-х).
В 2000—2008 года Джулия была замужем за Хансом Верманом. В этом браке Зигель родила своих второго и третьего детей, близнецов, — сына Натана Вермана и дочь Мию Верман (род. 2000-е).
Джулия начала карьеру в 1994 году.